# Бавон

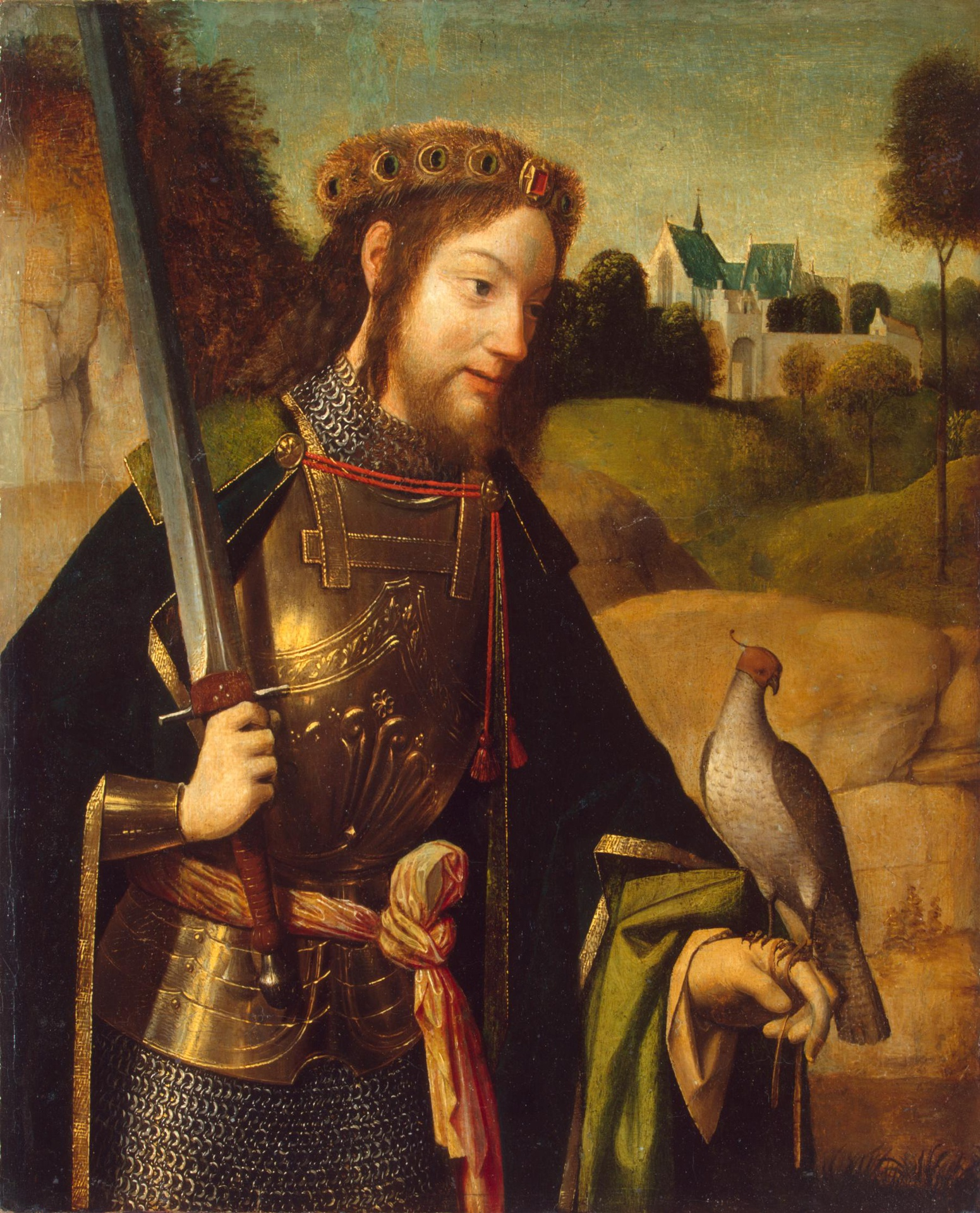
Святой Бавон с мечом и соколом. Гертген тот Синт Янс, конец XV века.

Ба́вон Гентский, также Ба́во (Bavo, Baaf; умер не позднее 659 г.) — святой, почитаемый как в католической, так и в православной церкви (в лике преподобного). Память совершается 1/14 октября.

## Житие
Бавон родился близ Льежа в знатной франкской семье: он был сыном святого Пипина Ланденского, майордома Австразии, и святой Итты; его сёстрами были святые Бегга Анденская и Гертруда Нивельская. При рождении получил имя Алловин. Согласно житию, в молодости отличался дерзким, необузданным нравом, продавал своих слуг в рабство, вёл распутную жизнь. Заключил выгодный брак, от которого родилась дочь; после смерти жены Алловин решил посвятить себя добродетели и обратился в христианство под влиянием святого Аманда. Приняв имя Бавон, вместе с Амандом он странствовал и проповедовал во Франции и Фландрии. Однажды Бавон встретил человека, некогда проданного им в рабство, и в знак покаяния повелел ему заковать себя в цепи и отвести в тюрьму. Раздав своё имущество беднякам, Бавон стал монахом и жил сначала в дупле дерева, а затем — в келье построенного им аббатства близ города Гент, где и скончался.

## Почитание
Бавон считается святым покровителем Гента, а также всей Бельгии и нидерландского города Харлем. Среди посвящённых ему храмов выделяются:
- Кафедральный собор Святого Бавона (нидерл. Sint-Baafskathedraal) в Генте
- Церковь Святого Бавона (нидерл. Grote of Sint-Bavokerk) в Харлеме
- Кафедральный собор Св. Бавона (нидерл. Kathedrale Basiliek Sint Bavo) в Харлеме
- Церковь Святого Бавона (нидерл. Sint-Bavokerk) в (Хемстеде)

Изображения святого широко распространены в нидерландском искусстве. Чаще всего Бавон изображается в образе рыцаря с мечом и соколом; популярны сцены его обращения. Иногда он держит в руках кошель с деньгами (так как налоги в средневековом Генте взимались в день его памяти 1 октября).